# Open Your Eyes (album de Goldfinger)
Pour les articles homonymes, voir Open Your Eyes.
Albums de Goldfinger
Foot in Mouth
(2001) Live at the House of Blues
(2003)
Open Your Eyes est le quatrième album studio du groupe de rock américain Goldfinger (groupe). La chanson Spokesman apparaît dans la bande son du jeu vidéo Tony Hawk's Pro Skater 4.

## Titres
| No  | Titre                 | Durée |
| --- | --------------------- | ----- |
| 1.  | Going Home            | 1:32  |
| 2.  | Spokesman             | 2:33  |
| 3.  | Open Your Eyes        | 2:47  |
| 4.  | Decision              | 2:51  |
| 5.  | Dad                   | 3:00  |
| 6.  | Tell Me               | 2:14  |
| 7.  | Liar                  | 0:20  |
| 8.  | January               | 3:42  |
| 9.  | Happy                 | 2:42  |
| 10. | Woodchuck             | 0:51  |
| 11. | It's Your Life        | 2:24  |
| 12. | Spank Bank            | 1:20  |
| 13. | Youth                 | 2:29  |
| 14. | Radio                 | 3:24  |
| 15. | FTN (Fuck Ted Nugent) | 2:01  |
| 16. | Prank Calls           | 2:14  |
| 17. | Wayne Gretzky         | 1:42  |